# جون ماتياس (شاعر)
جون ماتياس (بالإنجليزية: John Matthias)‏ هو شاعر أمريكي، ولد في 1941 في كولومبوس في الولايات المتحدة.